# Callithomia inturnaria
Callithomia inturnaria är en fjärilsart som beskrevs av Fox 1941. Callithomia inturnaria ingår i släktet Callithomia och familjen praktfjärilar. Inga underarter finns listade i Catalogue of Life.